# (467040) 2016 CN215
(467040) 2016 CN215 es un asteroide perteneciente al cinturón de asteroides, descubierto el 31 de mayo de 2006 por el equipo Spacewatch desde el Observatorio Nacional de Kitt Peak (Arizona, Estados Unidos).